# Maryla Jonasówna
Maryla Jonasówna (również Maryla Jonas; ur. 31 maja 1911 w Warszawie, zm. 3 lipca 1959 w Nowym Jorku) – polska pianistka i wirtuoz żydowskiego pochodzenia, laureatka II Międzynarodowego Konkursu Pianistycznego im. Fryderyka Chopina w Warszawie.

## Życiorys

### Początek kariery pianistycznej
Urodziła się w 1911, w Warszawie, w wielodzietnej rodzinie polskich Żydów. Zafascynowana grą na fortepianie oraz będąc utalentowaną w tej dziedzinie rozpoczęła już jako kilkuletnie dziecko naukę gry na tym instrumencie, początkowo u pedagoga Włodzimierza Oberfelta. Mając osiem lat zadebiutowała na pierwszym publicznym koncercie z orkiestrą pod batutą Emila Młynarskiego, na którym została uznana jako „cudowne dziecko”. Następnie jako jedenastoletnia dziewczyna, w 1922 została przyjęta do Konserwatorium Warszawskiego (klasa Józefa Turczyńskiego). W wieku lat 12 wystąpiła po raz pierwszy na poranku symfonicznym w Filharmonii Warszawskiej.

### Lata pobytu w Polsce
W trakcie swojej kariery wzięła udział w kilku konkursach pianistycznych, w tym w dwóch Konkursach Chopinowskich w Warszawie. Przygotowując się do występu w Konkursie Chopinowskim – na krótko – wyjechała do Morges na konsultacje pianistyczne do Ignacego Jana Paderewskiego, a następnie do Wiednia do Emila von Sauera.
W 1927 wystąpiła jako jedna z najmłodszych uczestniczek w I Międzynarodowym Konkursie Pianistycznym im. Fryderyka Chopina, ale odpadła po eliminacjach, nie docierając do finału. Pięć lat później w 1932 zdobyła XIII nagrodę i tytuł laureatki na II Konkursie Chopinowskim. W recenzji prasowej po jej występie eliminacyjnym (17 marca) pisano wówczas w „Ilustrowanym Kuryerze Codziennym”:

Pani Maryla Jonasówna dała nam kreację tak ciekawą i pełną polotu, iż gry tej młodej, utalentowanej artystki słuchaliśmy z prawdziwą rozkoszą. Liryzm p. Jonasówny jest szczery, słoneczny i pełen uroku. Linia melodyjna świetnie uwypuklona. Pani Jonasówna wydobywa z utworu maksimum wyrazu, podkreślając w sposób wysoce artystyczny wszystkie elementy dynamiczne i ekspresyjne.

Ponadto brała udział w Międzynarodowym Konkursie Pianistycznym im. Beethovena w Wiedniu (1933), gdzie otrzymała wyróżnienie i Międzynarodowym Konkursie Muzycznym im. Eugène’a Ysaÿe’a w Brukseli (1938). Koncertowała w wielu krajach Europy, m.in. w Niemczech, Francji, Holandii, Danii czy Szwecji. W okresie 1927–1928 wystąpiła na Festiwalach Mozartowskich w Bayreuth i Salzburgu.
Przed wybuchem II wojny światowej często koncertowała na terenie Polski, m.in. w Filharmonii Warszawskiej, gdzie m.in. zagrała I Koncert fortepianowy e-moll, Henryka Melcera-Szczawińskiego czy Partitę na fortepian z orkiestrą Alfredo Caselli. Wyszła w tym czasie po raz pierwszy za mąż za znanego polskiego kryminologa. Często występowała na recitalach, z repertuarem różnych kompozytorów. Na antenie Polskiego Radia można ją było usłyszeć w transmitowanych koncertach chopinowskich.

### Okres emigracji w Ameryce
W trakcie II wojny światowej już w pierwszych jej miesiącach straciła rodziców, męża i dwóch braci, a sama niebawem została aresztowana przez gestapo i zatrzymana. Po siedmiu miesiącach pobytu w więzieniu wydostał ją jeden z oficerów niemieckich, który słyszał jej grę na koncercie i zaproponował, aby udała się do ambasady brazylijskiej w Berlinie, gdzie dotarła – idąc pieszo – po kilku tygodniach. Po wyrobieniu przez urzędników ambasady fałszywych dokumentów, udała się do punktu przerzutowego w Lizbonie, skąd wyruszyła do Ameryki Południowej, docierając w 1940 do Rio de Janeiro w Brazylii.
Będąc w trudnym położeniu po podróży (wyczerpanie fizyczne i psychiczne) poddała się leczeniu w sanatorium. Kluczowym momentem w jej dalszym życiu było spotkanie w 1940 z przybyłym na cykl recitali wybitnym pianistą i wirtuozem Arturem Rubinsteinem, który pomógł jej powrócić do czynnego życia artystycznego. 30 czerwca 1940 po raz pierwszy dała po przyjeździe do Ameryki Południowej swój koncert w Rio de Janeiro. W następnych latach wielokrotnie koncertowała w Rio de Janeiro i Buenos Aires, jak również w niektórych krajach Ameryki Łacińskiej. Postanowiła wówczas, aby spróbować swoich sił w Stanach Zjednoczonych, gdzie 25 lutego 1946 wystąpiła w sali Carnegie Hall w Nowym Jorku, w swoim pierwszym zorganizowanym koncercie po zakończeniu wojny, który odbył się przy niewielkiej frekwencji publiczności. Jej talent został jedynie zauważony przez krytyków muzycznych i dziennikarzy. Jerome D. Bohm, krytyk muzyczny „The Herald Tribune” napisał o niej wówczas pochlebną recenzję, stwierdzając:

Zupełnie nieskazitelna, najlepsza pianistka od czasów Teresy Carreño. (...) Trudno sobie wyobrazić bardziej wyrafinowaną, tonującą interpretację.

Kilka tygodni później (30 marca) zorganizowano jej kolejny koncert w Nowym Jorku (Carnegie Hall), w którym odniosła wielki sukces, zarówno artystyczny jak i frekwencyjny. Następnie 10 października 1946 wystąpiła z orkiestrą Filharmonii Nowojorskiej pod dyrekcją Artura Rodzińskiego, a potem występowała w innych amerykańskich salach koncertowych, m.in. w Chicago, Filadelfii, Cincinnati czy Dallas oraz w Kanadzie. W 1946 wyszła po raz drugi za mąż, poślubiając endokrynologa dr. Ernesta G. Abrahama.

### U schyłku życia
Podczas jednego ze swoich koncertów w 1951 zemdlała i od tej pory ograniczyła znacznie tempo swojego życia artystycznego. Przeprowadzone wkrótce badania w 1952 wykazały, że jest to skutkiem rzadkiej choroby krwi. Wówczas koncertowała już tylko sporadycznie, dając kilka koncertów. 1 grudnia 1956 wystąpiła – jak się później okazało – po raz ostatni z publicznym recitalem w nowojorskiej sali Carnegie Hall, mając w programie utwory Wolfganga Amadeusa Mozarta i Fryderyka Chopina, ale ze względu na stan zdrowia pominęła niektóre zaplanowane utwory, a ostatni Polonez fis-moll op. 44 (Chopina) zagrała tylko częściowo, przerywając występ. Zmarła 3 lipca 1959 w Nowym Jorku, w wyniku długotrwałej, postępującej i wyniszczającej choroby.

## Repertuar i dyskografia
W jej repertuarze znalazły się utwory m.in. Fryderyka Chopina, Roberta Schumanna, Henryka Melcera-Szczawińskiego, Georga Friedricha Händla czy Franza Schuberta. Nagrała kilka płyt dla wytwórni płytowej Columbia Records.
| Albumy |                                                                       |                  |
| Rok    | Tytuł                                                                 | Wydawca          |
| 1948   | Maryla Jonas, Piano. Piano Music Of Chopin                            | Columbia Records |
| 1948   | Schumann, Scenes Of Childhood, Op. 15. Maryla Jonas, Piano            | Columbia Records |
| 1950   | Chopin: Mazurkas. Maryla Jonas, Piano                                 | Columbia Records |
| 1950   | Chopin: Nocturnes. Maryla Jonas, Piano                                | Columbia Records |
| 1952   | A Piano Recital Of Chopin By Maryla Jonas                             | Columbia Records |
| 1955   | Chopin Mazurkas. Maryla Jonas, Piano                                  | Columbia Records |
| 2000   | Piano Masters Maryla Jonas: Chopin, Schumann, Handel, Rossi, Schubert | Pearl            |
| 2017   | The Maryla Jonas Story – Her Complete Piano Recordings – Remastered   | Sony             |
| 2017   | Maryla Jonas Plays Piano Miniatures                                   | Sony             |